# منظمة توستان
توستان (بمعنى «الاختراق» في اللغة الولوفية) هي منظمة غير حكومية دولية مسجلة 501 (c) (3) مقرها الولايات المتحدة ومقرها في داكار، السنغال. مهمة المنظمة هي «تمكين المجتمعات من تطوير وتحقيق رؤيتها للمستقبل وإلهام حركات واسعة النطاق تؤدي إلى الكرامة للجميع» في العديد من بلدان غرب إفريقيا، بما في ذلك السنغال وغينيا وغينيا بيساو وغامبيا ومالي وموريتانيا.
تتبنى توستان مقاربة شمولية متكاملة للتنمية من خلال تسهيل برامج التعليم غير الرسمية القائمة على حقوق الإنسان، وعلى الأخص برنامج تمكين المجتمع (CEP)، والذي يهدف إلى دعم وتمكين المشاركين والمجتمعات لقيادة تنميتهم الخاصة. توظف المنظمة أكثر من 500 شخص وتعمل على تعزيز وتعزيز مشاركة المجتمع في المشاريع المتعلقة بمحو الأمية، والصحة والنظافة، ورعاية الطفل، وحقوق الإنسان والديمقراطية، والاستدامة البيئية، والتمكين الاقتصادي.
على الرغم من أن توستان تشتهر بنجاحها في تسريع التخلي عن الممارسات التقليدية الضارة، ولا سيما تشويه الأعضاء التناسلية للإناث وزواج الأطفال، في جميع أنحاء أفريقيا، فقد حققت المنظمة أيضًا نتائج إيجابية في مجالات تأثير الحكم، والتعليم، والصحة، والتمكين الاقتصادي، والبيئة، وكذلك في القضايا المتقاطعة لحماية الطفل، وتمكين النساء والفتيات، وتنمية الطفولة المبكرة. في عام 2007، تلقت توستان جائزة كونراد إن هيلتون الإنسانية، وهي أكبر جائزة إنسانية في العالم، عن "مساهماتها الكبيرة في تخفيف المعاناة الإنسانية.